# 320.ª Divisão de Infantaria (Alemanha)
A 320ª Divisão de Infantaria (em alemão: 320. Infanterie-Division) foi uma divisão de Infantaria da Alemanha que atuou na Segunda Guerra Mundial sendo mobilizada na 13ª onda em Outubro de 1940. Acabou sendo destruída na Frente Oriental em Setembro de 1944.

## Comandantes
| Comandante                           | Data                                             |
| ------------------------------------ | ------------------------------------------------ |
| Generalleutnant Karl Maderholz       | (15 de Dezembro de 1940 - 3 de Dezembro de 1942) |
| Generalleutnant Georg-Wilhelm Postel | (3 de Dezembro de 1942 - 26 de Maio de 1943)     |
| General der Infanterie Kurt Röpke    | (26 de Maio de 1943 - 20 de Agosto de 1943)      |
| Generalleutnant Georg-Wilhelm Postel | (20 de Agosto de 1943 - 10 de Julho de 1944)     |
| Generalmajor Otto Schell             | (10 de Julho de 1944 - 2 de Setembro de 1944)    |

## Área de Operações
- Alemanha (Dezembro de 1940 - Maio de 1941)
- França (Maio de 1941 - Março de 1943)
- Frente Oriental, Setor Sul (Março de 1943 - Setembro de 1944)

## Ordem de Batalha
- 585º Regimento de Infantaria
- 586º Regimento de Infantaria
- 587º Regimento de Infantaria
- 320º Regimento de Infantaria
  - 1º Batalhão
  - 2º Batalhão
  - 3º Batalhão
- Tropas de Abastecimento

## Serviço de Guerra
| Data          | Corpo            | Exército     | Grupo de Exércitos | Área                    |
| ------------- | ---------------- | ------------ | ------------------ | ----------------------- |
| Dez 40-Abr 41 | Formando em WK X | BdE          |                    |                         |
| Mai 41-Dez 41 | XXXVII           | 15º Exército | D                  | Dünkirchen              |
| Jan 42-Mai 42 | LX               | 15º Exército | D                  | Dünkirchen              |
| Jun 42-Dez 42 | LXXXIV           | 7º Exército  | D                  | Channel area (Cotentin) |
| Jan 43        | Reserva          |              | D                  | in Transit              |
| Fev 43        | XXIV             | A. Abt. Lanz | B                  | Isjum                   |
| Mar 43-Mai 43 | Raus             | Kempf        | Süd                | Charkow                 |
| Jun 43-Ago 43 | XI               | Kempf        | Süd                | Belgorod                |
| Set 43 (Kgr.) | XI               | 8º Exército  | Süd                | Charkow                 |
| Out 43-Dez 43 | XXXXVII          | 8º Exército  | Süd                | Krementschug            |
| Jan 44-Fev 44 | XXXXVII          | 8º Exército  | Süd                | Kirowograd              |
| Abr 44        | LII              | 6º Exército  | Südukraine         | Bug                     |
| Mai 44 (Kgr.) | XXXX             | 6º Exército  | Südukraine         | Dnjestr                 |
| Jun 44-Jul 44 | LII              | 6º Exército  | Südukraine         | Kischinew               |
| Ago 44        | Desconhecido     |              |                    |                         |